# Roger Feutmba
Roger Feutmba (Yaoundé, 31 ottobre 1968) è un ex calciatore camerunese, di ruolo centrocampista.